# Asa Butterfield
Asa Maxwell Thornton Farr Butterfield (Londres, 1 de abril de 1997) es un actor británico. Ha trabajado, entre otras películas, en El niño con el pijama de rayas, Hugo, de Martin Scorsese y en El juego de Ender, adaptación de la novela homónima de Orson Scott Card, dirigida por Gavin Hood. En 2017 protagonizó la película The Space Between Us y, entre 2019 y 2023, la serie de Netflix Sex Education.

## Biografía

### Primeros años
Asa Butterfield nació el 1 de abril de 1997 en el distrito londinense de Islington. Es hijo de Jacqueline Farr y Sam Butterfield. Tiene un hermano, Morgan, baterista de la banda inglesa Oats, y dos hermanas menores, Loxie y Marlie. Desde los diez años asistió a Stoke Newington School & Sixth Form: Media Arts & Science College, en Hackney, donde en 2010 cursó el cuarto año de secundaria.

## Carrera
A los seis años comenzó a tomar clases de actuación en el Young Actors Theatre. Más tarde tuvo papeles menores en el drama de televisión After Thomas y la película de 2007 Son of Rambow. En 2008 participó como invitado en la serie Ashes to Ashes.

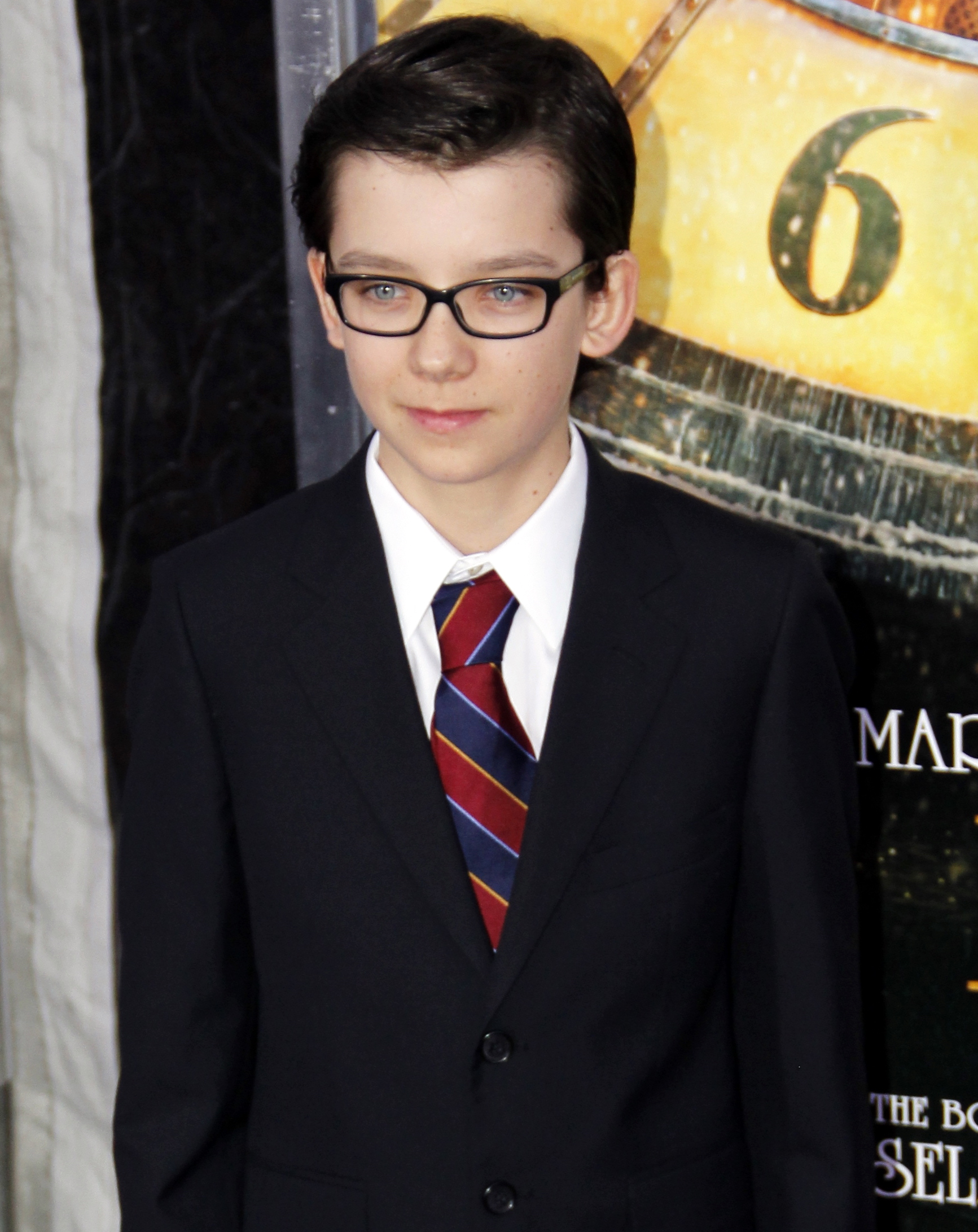
Butterfield en la premier de Hugo en Nueva York, noviembre de 2011

El productor David Heyman y el director Mark Herman estaban buscando a alguien capaz de retratar la inocencia del personaje principal de la película de 2008 El niño con el pijama de rayas, por lo que le preguntaron a cada uno de los niños qué sabían sobre el Holocausto. Butterfield sabía poco y se mantuvo así a lo largo de la filmación para que le fuera más fácil transmitir la inocencia de su personaje. Las escenas finales de la película se rodaron en el final del período de producción para prepararlo tanto a él como a Jack Scanlon para el dramático final. También pasó con éxito simultáneamente las audiciones para un papel en Mr. Nobody, que finalmente no tomó.
En 2008 participó en el episodio "The Beginning of the End" de la serie Merlín, donde interpretó a Mordred, un niño druida condenado a muerte por Uther Pendragon, quien se sentía amenazado por su magia. Butterfield retomó el papel de Mordred en episodios posteriores, sin embargo, el papel fue reescrito y el actor Alexander Vlahos interpretó a Mordred de adulto. En 2010 tuvo un pequeño papel en El hombre lobo. Ese año también interpretó a Norman Green en Nanny McPhee and the Big Bang, protagonizada por Emma Thompson. Tanto la película como su actuación recibieron críticas positivas. A los trece años interpretó el personaje principal en la película de Martin Scorsese Hugo, una adaptación de la novela La invención de Hugo Cabret de Brian Selznick. Fue filmada entre junio de 2010 y enero de 2011, se estrenó el 23 de noviembre de 2011 y fue un éxito de taquilla y crítica. Butterfield interpretó el papel principal de Ender Wiggin en la adaptación cinematográfica de la obra de Orson Scott Card, Ender's Game, que completó la filmación en el primer semestre de 2012 y fue estrenada en 2013. 
En 2014 coprotagonizó X+Y, estrenada en el Festival Internacional de Cine de Toronto. 
En 2015 protagonizó el largometraje dramático Ten Thousand Saints, donde interpretó a Jude. El rodaje comenzó el 27 de enero de 2014. En noviembre de 2015 se informó que Butterfield estaría en el reparto de la tercera película dirigida por Shane Carruth The Modern Ocean, junto a Anne Hathaway, Keanu Reeves, Daniel Radcliffe, Chloe Grace Moretz, Tom Holland, Jeff Goldblum y Abraham Attah. En 2016 interpretó a Jacob «Jake» Portman en la película de Tim Burton Miss Peregrine's Home for Peculiar Children, basada en la novela homónima de Ransom Riggs. En 2016, interpretó el rol protagónico en The House of Tomorrow, de Peter Livolsi, estrenada en el Festival Internacional de Cine de San Francisco de 2017.
En 2019 y 2020, protagonizó Sex Education, serie de Netflix en la que interpreta al joven Otis Milburn, hijo de una sexóloga, que abre una "clínica sexual" en su colegio.

### Otros proyectos
En 2012 diseñó, junto a su padre y su hermano, un videojuego de estrategia por turnos llamado Racing Blind para iPad.

## Filmografía

### Cine
| Año  | Título                                      | Papel                |
| ---- | ------------------------------------------- | -------------------- |
| 2007 | Son of Rambow                               | Niño de la hermandad |
| 2008 | The Boy in the Striped Pyjamas              | Bruno                |
| 2010 | The Wolfman                                 | Ben Talbot joven     |
| 2010 | Nanny McPhee and the Big Bang               | Norman Green         |
| 2011 | Hugo                                        | Hugo Cabret          |
| 2013 | Ender's Game                                | Ender Wiggin         |
| 2014 | X+Y                                         | Nathan Ellis         |
| 2015 | Ten Thousands Saints                        | Jude                 |
| 2016 | Miss Peregrine's Home for Peculiar Children | Jacob Portman        |
| 2017 | The Space Between Us                        | Gardner Elliot       |
| 2017 | The House of Tomorrow                       | Sebastian            |
| 2017 | Journey's End                               | Jimmy Raleigh        |
| 2018 | Time Freak                                  | Stillman             |

### Televisión
| Año       | Título              | Papel                       | Notas                    |
| --------- | ------------------- | --------------------------- | ------------------------ |
| 2006      | Un amigo inesperado | Andrew                      | Película para televisión |
| 2008      | Ashes to Ashes      | Donny                       | Episodio 1.6             |
| 2008-2009 | Merlín              | Mordred                     | 3 episodios              |
| 2017      | Thunderbirds Are Go | Controlador espacial Conrad | 1 episodio               |
| 2019-2023 | Sex Education       | Otis Milburn                |                          |

## Premios
| Año  | Premio                               | Categoría                                                          | Película                       | Resultado |
| ---- | ------------------------------------ | ------------------------------------------------------------------ | ------------------------------ | --------- |
| 2008 | British Independent Film Awards      | Recién llegado más prometedor                                      | El niño con el pijama de rayas | Nominado  |
| 2008 | Young Artist Award                   | Debutante más prometedor                                           | El niño con el pijama de rayas | Nominado  |
| 2011 | Las Vegas Film Critics Society Award | Mejor actor joven                                                  | Hugo                           | Ganador   |
| 2011 | Broadcast Film Critics Association   | Mejor actor/actriz joven                                           | Hugo                           | Nominado  |
| 2011 | Empire Award                         | Mejor actor debutante                                              | Hugo                           | Nominado  |
| 2011 | Phoenix Film Critics Society Awards  | Mejor actor debutante                                              | Hugo                           | Nominado  |
| 2011 | Young Artist Award                   | Mejor interpretación en un largometraje - Actor joven protagonista | Hugo                           | Nominado  |
| 2011 | Saturn Award                         | Mejor interpretación-Actor joven                                   | Hugo                           | Ganador   |
| 2013 | Saturn Award                         | Mejor interpretación-Actor joven                                   | El juego de Ender              | Nominado  |
| 2014 | British Independent Film Awards      | Mejor actor                                                        | X+Y                            | Nominado  |